# Silene roemeri
Silene roemeri är en nejlikväxtart. Silene roemeri ingår i släktet glimmar, och familjen nejlikväxter.

## Underarter
Arten delas in i följande underarter:
- S. r. macrocarpa
- S. r. roemeri